# 日本デジタルツイン研究所
株式会社日本デジタルツイン研究所（かぶしきかいしゃにほんデジタルツインけんきゅうしょ　  英: Digital Twin Research Institute Japan, inc. ）は、東京都渋谷区にある、主にデジタルツイン（IoTデバイスにより得られたデータを使って再現されるデジタル空間での再現技術）に派生するさまざまなサポートを行う企業である。

## 概要
IT・IoTなどのコンピュータ・アーキテクチャテクノロジー・各種システム・ビジネスプロセス等の、モデリングの国際標準化団体"OMG"(1989年発足。本部：アメリカ合衆国 マサチューセッツ州ニーダム）の日本法人"日本OMG"のメンバーにより創立された。
OMG傘下のDigital Twin Consortium（デジタルツイン・コンソーシアム：マイクロソフト、デル、ゼネラル・エレクトリック、オートデスク、ANSYS、ベントレーシステムズ、レンドリース、ノースロップ・グラマンが創設メンバーとしてスタートし、NTTグループ含め現在269社の会員をもつグローバルコンソーシアム）の地域統括オーガナイザーを務める。

## 事業
- Digital Twin Consortiumの日本に於けるオーガナイジング：デジタルツインの国際標準・最新情報を日本企業へ提供。
- 日本企業 新事業の海外進出サポート：米国 OMG傘下のIndustrial Internet Consortiumが提供する新事業立上げプラットフォームを利用。
- IoT・デジタルツイン等に関する企業間連携コンサルティング。
- パートナー企業が提供する各種クラウドサービスのエンドカスタマー対応。（総務省　電気通信事業届出番号：A-02-18338）
- デジタルツインに向けた基礎教育コンテンツ提供：あらゆる社会問題は、正しい教育の欠如と学習方法の誤りに起因すると考察し、2021年春より、学習する方法を学習する教材 "Intelligens"の日本での提供を開始予定。人と知識とのコミュニケーションを回復させていく。

## ビジネスパートナー
- Intelligens International（海外）
- LiLz株式会社
- 株式会社EBILAB
- Arithmer株式会社
- 株式会社スマレジ
- アレグロスマート株式会社
- 株式会社ポリリズム